# J·理查德·费希尔
詹姆斯·理查德·费希尔（英語：James Richard Fisher，1943年12月10日—），美国天文学家，他在弗吉尼亚州夏洛蒂鎮的国家射电天文台工作。
他与R·布伦特·塔利提出了塔利-费希尔关系。